# Camponotus cordiceps
Camponotus cordiceps är en myrart som beskrevs av Santschi 1939. Camponotus cordiceps ingår i släktet hästmyror, och familjen myror. Inga underarter finns listade.